# Intuit
Intuit Inc. est une entreprise américaine qui développe des solutions de gestion et de comptabilité à destination des petites entreprises, des experts-comptables et des particuliers. Enregistrée dans l'État du Delaware, l'entreprise est basée à Mountain View (Californie). Intuit est l'éditeur de TurboTax (en), ainsi que de QuickBooks, solution SAAS de gestion financière en ligne.

## Histoire
Intuit a été créée en 1983 par Scott Cook (en) et Tom Proulx (en) à Palo Alto en Californie. Les travaux antérieurs de Scott Cook chez Procter & Gamble l'ont aidé à réaliser que les ordinateurs permettraient de remplacer la comptabilité manuelle. Dans sa quête pour trouver un programmeur, il a fini par rencontrer Tom Proulx à l'université de Stanford.
Ensemble, ils mettent au point un logiciel de gestion financière personnelle dénommé Quicken.
En 1991, Microsoft a décidé de produire un concurrent à Quicken appelé Microsoft Money.
En 1993, Intuit est devenue publique et a utilisé ses bénéfices pour faire une acquisition clé : la société de logiciels de préparation de déclarations de revenus Chipsoft basée à San Diego. Son introduction en bourse a été marquée par une croissance rapide avec une offre publique d'achat de Microsoft en 1994. Lorsque le rachat a échoué en raison de la désapprobation du ministère de la Justice des États-Unis, la société a subi une pression intense à la fin des années 1990, lorsque Microsoft a commencé à concurrencer l'activité principale de Quicken. Intuit a lancé alors de nouveaux produits et solutions basés sur le Web et mis davantage l'accent sur QuickBooks et sur TurboTax (en).
Toujours en 1993, elle a acheté une participation dans portail internet Excite et acquis Lacerte Software, un développeur basé à Dallas de logiciels de préparation d'impôt utilisés par les professionnels de la fiscalité.
En 1994, Intuit a fait l'acquisition de la division des logiciels de préparation d'impôt des meilleurs programmes de Reston. La même année, Intuit a acquis Parsons Technology de Bob Parsons pour 64 millions de dollars.
En 1996, Intuit a intégré GALT Technologies Inc de Pittsburgh.
En 1998, Intuit annonce l'acquisition de Lacerte Software Corp., qui devient une filiale. Lacerte se concentre sur les logiciels fiscaux utilisés par les comptables professionnels qui préparent les impôts.
Le 2 mars 1999, Intuit a racheté Ressources informatiques Inc. pour environ 200 millions de dollars. Cette acquisition a permis à Intuit d'offrir une plateforme de traitement de la paie grâce à son logiciel QuickBooks. En décembre 1999, Intuit a acheté la société de prêteur hypothécaire Rock Financial pour un montant de 532 millions de dollars. La société a été renommée « Quicken Loans ».
En 2002, Intuit a intégré Management Reports International, une société de logiciels de gestion immobilière basée à Cleveland. L'entreprise a été renommée « Intuit Real Estate Solutions » (IRES).
En 2003, Intuit Inc. a acquis la société de services et conseils en informatique « Innovative Merchant Solutions » (IMS).
En novembre 2005, Intuit a racheté MyCorporation.com, un service de dépôt de documents commerciaux en ligne, pour 20 millions de dollars auprès des fondateurs initiaux Philip et Nellie Akalp.
En septembre 2006, Intuit a fait l'acquisition de StepUp Commerce pour un montant de 60 millions de dollars. En décembre 2006, Intuit a annoncé l'acquisition de Digital Insight, un fournisseur de services bancaires en ligne.
En décembre 2007, Intuit a acquis Electronic Clearing House pour permettre le traitement de chèques. Le même mois, Intuit a intégré Homestead Technologies , qui permet la création de sites Web, ciblant le marché des petites entreprises, pour un montant de 170 millions de dollars.
En avril 2009, Intuit a racheté Boorah, un site de critique de restaurant. Le 2 juin 2009, Intuit Inc. a annoncé la signature d'une entente définitive visant l'achat de PayCycle Inc., un service de paie en ligne d'environ 170 millions de dollars. Le 14 septembre 2009, Intuit Inc. a accepté d'acquérir Mint.com, un service de finances personnelles en ligne gratuit de 170 millions de dollars.
Le 21 mai 2010, Intuit Inc. a annoncé l'acquisition de MedFusion pour un montant d'environ 91 millions de dollars. Le 10 août 2010, Intuit Inc. a racheté l'application de gestion des finances personnelles Cha-Ching.
Le 28 juin 2011, Intuit Inc. a acquis les actifs de technologie bancaire Web de Mobile Money Ventures, un fournisseur de solutions financières mobiles, pour un montant non divulgué.
Le 18 mai 2012, Intuit Inc. a fait l'acquisition de Demandforce, un fournisseur de services SaaS automatisés pour la commercialisation et la communication avec les petites entreprises, pour un montant d'environ 423,5 millions de dollars.
En juin 2013, Intuit a annoncé qu'elle allait vendre son unité de services financiers à Thoma Bravo, société de capital d'investissement privée, pour 1,03 milliard de dollars. En août 2013, Intuit Inc. a intégré le logiciel de planification fiscale Good April pour un montant non divulgué. Le 23 octobre 2013, Intuit a annoncé l'acquisition de Level Up Analytics, une firme de consultation de données. Le même mois, Intuit Inc. a racheté Full Slate, un développeur de logiciels de planification de rendez-vous pour les petites entreprises.
En mai 2014, Intuit Inc. a acquis Invitco pour aider les teneurs de livres à traiter les factures en ligne. Le même mois, Intuit Inc. a fait l'acquisition Check pour un montant d'environ 360 millions de dollars. En décembre 2014, Intuit Inc. a intégré Acrede, un fournisseur britannique de services de paie mondiaux transfrontaliers en ligne.
En mars 2015, Intuit Inc. a annoncé l'acquisition de Playbook HR.
La version française de QuickBooks a été lancée officiellement en France en février 2016, compte aujourd’hui plus d’une trentaine de collaborateurs et fait partie d’une des meilleures sociétés où il fait bon de travailler[non neutre][Quoi ?].
Intuit a acquis Bankstream en 2017. Le 5 décembre 2017, Intuit a racheté de TSheets pour 340 millions de dollars.
En février 2020, Intuit annonce l'acquisition de Credit Karma pour 7 milliards de dollars.
En septembre 2021, Intuit annonce l'acquisition de Mailchimp, une entreprise spécialisée dans la gestion des newsletters, pour 12 milliards de dollars.

## Activité
En 2017, Intuit a enregistré un chiffre d'affaires annuel de plus de 5,177 milliards de dollars US, pour une capitalisation boursière supérieure à 40 milliards de dollars US et compte plus de 8 000 employés à travers le monde.
Elle est présente aujourd’hui en France, Australie, Brésil, Canada, Inde, Israël, Royaume-Uni et Singapour.

## Sport
Intuit Dôme, la société a conclue un contrat de naming pour l'enceinte ultra-moderne de la franchise NBA des Clippers pour une durée de 20 ans. Le montant du sponsoring avoisine les 500 millions d'euros pour la durée du contrat.